# Labosse
Labosse ist eine französische Gemeinde mit 457 Einwohnern (Stand 1. Januar 2022) im Département Oise in der Region Hauts-de-France. Sie gehört zum Arrondissement Beauvais, zur Communauté de communes du Pays de Bray und zum Kanton Beauvais-2.

## Geographie
Die Gemeinde Labosse liegt in der Landschaft Vexin français an der Quelle der Aunette, die über die Troësne und die Epte der Seine zufließt, zehn Kilometer nordöstlich von Gisors und 14 'Kilometer südwestlich von Beauvais. Zu Labosse gehören die Weiler Le Montcornet, Le Petit Montcornet, Les Plards und Le Bohon.

## Einwohner
| Jahr                       | 1962 | 1968 | 1975 | 1982 | 1990 | 1999 | 2006 | 2014 | 2021 |
| -------------------------- | ---- | ---- | ---- | ---- | ---- | ---- | ---- | ---- | ---- |
| Einwohner                  | 329  | 300  | 246  | 264  | 369  | 404  | 438  | 443  | 448  |
| Quellen: Cassini und INSEE |      |      |      |      |      |      |      |      |      |

## Sehenswürdigkeiten

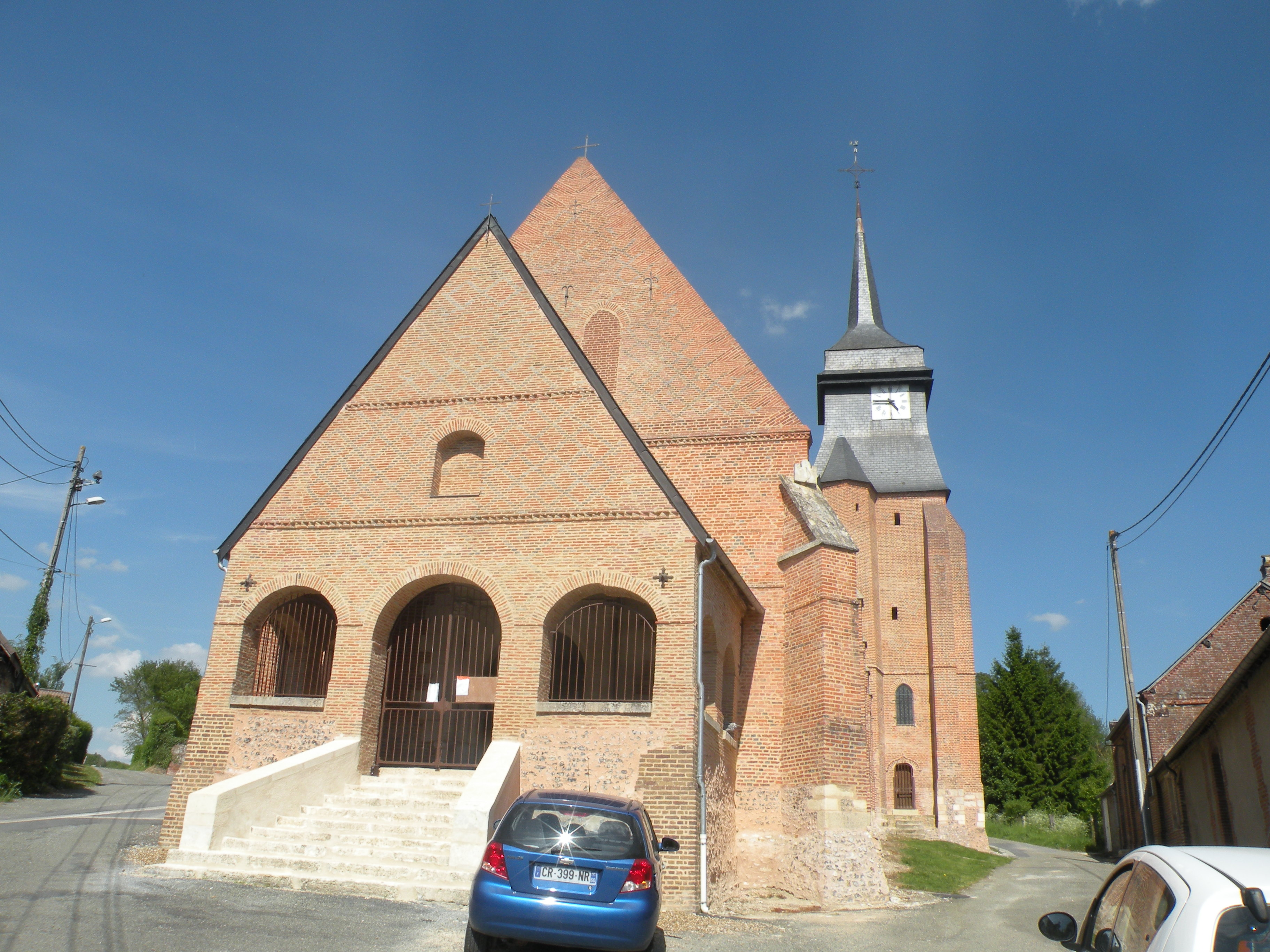
Kirche Saint-Barthélemy
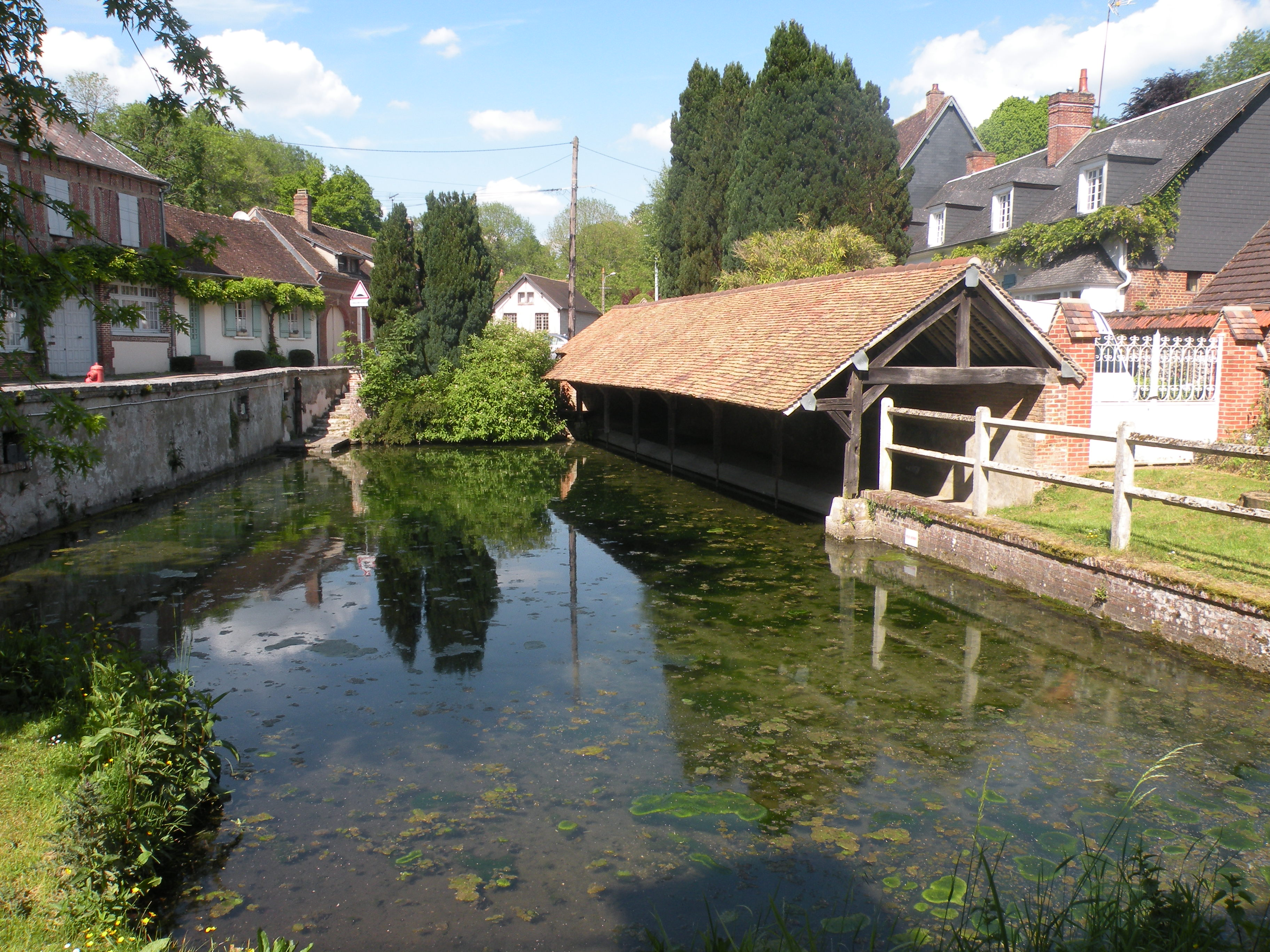
Lavoir

- ehemaliges öffentliches Waschhaus (Lavoir)
- Wasserturm

- Kirche Saint-Barthélemy
- Lavoir